# Јапет (сателит)
Јапет (грч. Ιαπετός) је трећи по величини природни сателит Сатурнa, једанаести сателит по величини уопште у Сунчевом систему. Јапет је најпознатији по својој двобојној површини, али открића мисије Касини у 2007. години су показала још неколико његових необичних одлика.

## Откриће
Јапет је открио Ђовани Доменико Касини, у октобру 1671. Открио га је на западној страни Сатурна и покушавао да га прати на источној страни неколико месеци касније, али није успео. Касини коначно приметио Јапет на источној страни 1705. уз помоћ побољшаног телескопа. Он је исправно претпоставио да Јапет има једу светлу и једну тамну хемисферу, и да увек држи исту страну окренуту према Сатурну.То значи да је светла хемисфера видљива са Земље када Јапет је на западној страни Сатурна, a да је тамна хемисфера видљива када Јапет је на источној страни.

## Име
Јапет је добио име по Титану Јапету из грчке митологије. Име је предложио Џон Хершел (син Вилијама Хершела) 1847. који је заговарао именовање сателита Сатурна према Титанима. Познат је и под именом Сатурн 8.

## Физичке карактеристике
Мала густина Јапета указује на то да је састављен углавном од леда, уз мали удео (20%) стеновитог материјала.За разлику од већине великих месеца, није ни сферног ни елипсоидног облика, али је испупчен на екватору и спљоштен на половим (има орашаст облик). Такође, његов екваторијални гребен је толико висок да се примећује чак из велике даљине.

### Двобојна површина
Разлика у боји између две хемисфере Јапета је упечатљива. Хемисфера окренута на супротну страну у односу на Сатурн је тамна (албедо 0.03-0.05) и црвенкасто-браон је боје, док је највећи део хемисфере окренуте ка Сатурну светао (албедо 0.5-0.6). Стога, магнитуда тамне хемисфере износи око 10,2, док је магнитуда светле хемисфере око 11,9. Верује се да тамни материјал не потиче са Јапета.Он садржи органска једињења слична оним пронађеним у метеорима или на површинама комета.
Дана 10. септембра 2007. године сонда Касини је прошла на 1,640 километара од Јапета и утврдила да су обе хемисфере прекривене кратерима. Нижа подручја испуњена су тамним материјалом, док је светлији материјал заступљен на падинама кратера. Нису запажене нијансе сиве боје.
НАСА-ини научници верују да је тамни материјал остатак од сублимације воденог леда на површини Јапета, који је можда потамнео услед излагања Сунцу.Разлика у апсорпцији топлоте тог материјала резултира разликама у дневним температурама које се крећу од 129 К у тамним областима, до 113 К у светлим.Разлика у температури значи да лед првенствено сублимира тамним областима и складишти у светлим, а нарочито на још хладнијим половима. Процењује се да би у периоду од једне милијарде година при тренутним температурама, тамне области Јапета изгубиле око 20 m леда процесом сублимације, док би светле области изгубиле само 10 центиметара.

### Екваторијални гребен
Још једна мистерија Јапета је екваторијални гребен који је дуг око 1.300 км, широк 20 км, и висок 13 км. Откривен је при прелету летелице Касини 31. децембра 2004. Врхови гребена издижу се више од 20 км изнад околне равнице, што их чини неким од највиших планина у Сунчевом систему.У светлијим областима нема гребена, али постоји низ изолованих врхова дуж екватора. Гребенски систем је покривен кратерима, што указује на његову старост. Није потпуно јасно како је гребен настао.
|  |  |  |

## Орбита
Иако је трећи по величини месец Сатурна, Јапет орбитира око планете много даље од следећег најближег великог месеца Титана. Она такође има највише нагнуту орбиталну раван од регуларних сателита. Само неправилни спољашњи сателити попут Фебе имају већу нагнутост орбите. Због ове одлике, Јапет је једини велики месец са кога би Сатурнови прстенови били јасно видљиви.